# 캐릭터 (2011년 영화)
"캐릭터"는 2011년에 개봉한 대한민국의 영화이다.

## 캐스팅
- 수현 : 이수연 역
- 이환 : 모재원 역
- 채은주 : 술집여자 역
- 황은수 : 남자 약혼녀 / 장아경 역
- 이응재 : 여자 오빠 / 남자친구 역
- 광복동 : 여자의 아버지 역
- 민경진 : 남자 아버지 / 평론가 역
- 김하민 : 혜진 / 엄마 역
- 김탄현 (특별출연)